# NGC 5984
NGC 5984 este o galaxie spirală situată în constelația Șarpele. A fost descoperită în 19 martie 1784 de către William Herschel. Se află la o distanță de 19,14 megaparseci de Pământ.